# Endless Legend
Endless Legend è un videogioco indipendente di tipo strategico 4X a tema fantasy, sviluppato dalla Amplitude Studios. Il gioco è stato pubblicato da Iceberg Interactive il 18 settembre 2014 per Microsoft Windows e per macOS.